# Levi Miller
Levi Miller, född 30 september 2002 i Brisbane, är en australisk skådespelare.
Miller har bland annat medverkat i filmerna Pan från 2015, Ett veck i tiden från 2018 samt Kraven the Hunter från 2023.

## Filmografi (i urval)
- 2015: Pan
- 2018: Ett veck i tiden
- 2023: Kraven the Hunter